# Rejestr zabytków (Polska)

International Committee of the Blue Shield, od 2004 oznakowanie obiektów wpisanych do rejestru zabytków

Rejestr zabytków – wykaz obiektów zabytkowych, objętych szczególną ochroną prawną na terenie Polski.

## Historia
Próby dokonania inwentaryzacji polskich zabytków podejmowano od połowy XIX wieku. Jednym z takich działań były prace historyka Kazimierza Stronczyńskiego, który opisał: 416 zabytków architektury znajdujących się w 386 miejscowościach, a także 309 różnych dzieł sztuki. 
Początki prowadzenia w Polsce zestawień o charakterze współczesnego rejestru zabytków są następstwem zapisu w Dekrecie Rady Regencyjnej z 31 października 1918 roku. Dekret ten przewidywał objęcie ochroną zabytków kultury i sztuki wpisanych do inwentarzy, które tworzyli okręgowi konserwatorzy zabytków. Pojawił się wówczas, odmienny od dzisiejszego, podział na zabytki ruchome i nieruchome. Zabytkami ruchomymi były np.: wyposażenie kościoła: dzwony, chrzcielnice, ołtarze, a zabytkami nieruchomymi, poza budynkami, takie obiekty jak: nagrobki, pomniki, kapliczki. Zasady prowadzenia inwentarza zabytków określało Rozporządzenie z 5 maja 1919 roku w przedmiocie wpisywania zabytków sztuki i kultury do inwentarza („Monitor Polski” nr 81). Inwentarz zmieniono na rejestr zabytków – w 1928 roku ukazało się Rozporządzenie Ministra Wyznań Religijnych i Oświecenia Publicznego o prowadzeniu rejestru zabytków z 17 VII 1928 roku (Dziennik Ustaw, Nr 76, poz. 625).
Rozporządzenie wprowadzało następujący podział zabytków w rejestrach wojewódzkich:
I: dział zabytków nieruchomych:
1. zabytki sztuki
2. zabytki prehistoryczne i archeologiczne

II: Dział zabytków ruchomych:
1. zabytki sztuki,
2. zabytki prehistoryczne i archeologiczne,
3. zabytki paleontologiczne
4. archiwalia
5. zbiory biblioteczne

Działania dążące do pełnej inwentaryzacji wszystkich polskich zabytków zostały przerwane wybuchem II wojny światowej. Powojenne zasady ochrony zabytków sformułował Jan Zachwatowicz w artykule Program i zasady konserwacji zabytków w 1946 roku. Jan Zachwatowicz przyjął kryterium chronologiczne i uznał za zabytki jedynie obiekty powstałe do 1850 roku. Takie podejście obowiązywało do czasu uchwalenia ustawy O ochronie dóbr kultury i muzeach w 1962 roku. Od lat 60. do początku lat 70. XX wieku obowiązywała klasyfikacja zabytków według klas I-IV, w której ponadto najcenniejsze obiekty określono klasą „0” (np. zespół zabudowy Ostrowa Tumskiego we Wrocławiu, Sukiennice w Krakowie). Obecnie kryteria uznania obiektu za zabytek podano w Ustawie o ochronie zabytków i opiece nad zabytkami z 23 lipca 2003 roku (Dziennik Ustaw z dnia 17 września 2003 r., nr 162 poz. 1568, art. 3, §. 1) i są nimi: wartość historyczna, artystyczna i naukowa.

## Charakterystyka
W Polsce rejestr zabytków tworzy się na podstawie decyzji wydanej przez Wojewódzkiego Konserwatora Zabytków (WKZ) dla obiektów z terenu właściwego dla danego WKZ województwa. Wpis do rejestru zabytków jest jedną z form ochrony zabytków.

### Procedura wpisu
Wpis do rejestru zabytków jest działaniem administracyjnym prowadzonym przez Wojewódzkiego Konserwatora Zabytków na wniosek strony – właściciela obiektu, lub z urzędu – bez wniosku strony ani też zadeklarowanej jego zgody. Przed dokonaniem wpisu prowadzone jest postępowanie przygotowawcze polegające na gromadzeniu informacji i materiałów dokumentacyjnych, które potwierdzają wartość danego obiektu m.in. w wyniku oględzin obiektu. Postępowanie to zakończone jest wydaniem przez WKZ decyzji, która – o ile strony nie wnoszą sprzeciwu czy uwag – nabiera mocy prawnej i zabytek otrzymuje numer rejestru zgodny z kolejnym zapisem w księdze rejestru zabytków.

### Struktura
Zabytek może zostać wpisany w 3 kategoriach, dla których prowadzone są odrębne księgi:
- A – zabytek nieruchomy,
- B – zabytek ruchomy,
- C – zabytek archeologiczny.

Księga rejestru zabytków składa się z następujących rubryk:
- numer rejestru,
- wpis do rejestru,
- przedmiot ochrony,
- zakres ochrony,
- miejsce położenia lub przechowywania zabytku,
- numer księgi wieczystej,
- numer katastru nieruchomości (dla zabytków nieruchomych i archeologicznych),
- właściciel zabytku,
- posiadacz zabytku,
- skreślenie z rejestru,
- uwagi.

Do rejestru wpisywane są kolejne zabytki. Do rejestru zabytków może być również wpisane otoczenie obiektu lub jego nazwa geograficzna, historyczna lub tradycyjna.

## Zmiany w rejestrze
Obiekt może zostać wykreślony z rejestru, gdy uległ zniszczeniu w stopniu powodującym utratę jego wartości historycznej, artystycznej lub naukowej albo gdy jego wartość, będąca podstawą wydania decyzji o wpisie do rejestru, nie została potwierdzona w nowych ustaleniach naukowych. Z rejestru zabytków wykreśla się również obiekty, które wpisane zostały do inwentarza muzeum lub weszły w skład narodowego zasobu bibliotecznego. Decyzje o skreśleniu obiektu z rejestru zabytków wydaje Generalny Konserwator Zabytków działający w imieniu Ministra Kultury i Dziedzictwa Narodowego. Są to jednak przypadki wyjątkowe.
Rejestr zabytków jest stale uaktualniany i tak np. w roku 2006 wpłynęło 805 decyzji o wpisie do rejestru zabytków nowych obiektów lub zespołów, 65 decyzji o skreśleniu z rejestru zabytków lub ich części i 727 postanowień o zmianach dotychczasowych decyzji. Rejestr ten publikowany jest m.in. przez Narodowy Instytut Dziedzictwa (NID), dawniej Krajowy Ośrodek Badań i Dokumentacji Zabytków, przy czym odpowiada stanowi z dnia aktualizacji spisu, a nie z dnia odwiedzenia strony.